# Hedi Amara Nouira
Hedi Amara Nouira (Monastir, 5 de abril de 1911 — Tunes, 25 de janeiro de 1993) foi um político tunisino.
Combatente nacionalista, foi um dos fundadores do Partido Neo-Destur, que representou em Paris de 1934 a 1937, altura que regressou a Tunes com o objectivo de participar na reconstrução  do movimento independentista tunisino.
Encarcerado entre 1938 e 1943, até 1954 ocupou a secretaria do Neo-Destur e, após a independência foi ministro das Finanças (1955-1958) e governador do Banco Central da Tunísia.
De 1969 a 1980 foi novamente secretário-geral do partido e, de 1970 a 1980, primeiro-ministro e ministro da Economia.